# Raphaël de Bauer
Raphaël de Bauer (Buttenwiesen, 25 augustus 1843 - Brussel, 10 januari 1916) was een Belgisch bankier en edelman.

## Levensloop
Raphaël von Bauer (later de Bauer) was een zoon van David Bauer en Mina Maier.
In 1863, komende van Augsburg, vestigde hij zich in België. In 1867 trouwde hij met Alice Lambert (1850-1948), dochter van bankier Samuel Lambert, de correspondent van de Parijse Bank Rothschild.
Zodra hij in Brussel aankwam, werd hij bediende bij de Bank Ferdinand Bishoffsheim. In 1864 werd hij consul-generaal in Brussel voor Oostenrijk-Hongarije. In 1869 was hij tussenpersoon voor Maurice de Hirsch, die in 1869 de concessie binnenhaalde voor de Ottomaanse spoorwegen.
In 1870 werd hij directeur van de Brusselse zetel van de Depositobank van de Nederlanden, in 1872 omgevormd tot Bank van Parijs en de Nederlanden, nadat de Bank Bischoffsheim en de Hirsch werd geliquideerd. Hij had als mededirecteur van de Brusselse afdeling Joseph Barrow Montefiore. Vanaf 1886 was hij de enige directeur.
Samen met zijn schoonbroer Léon Lambert nam hij deel aan de koloniale expansie in de Vrijstaat Congo. In 1889 was hij medeoprichter van de Compagnie du Chemin de Fer du Bas-Congo en in 1894 van de Banque Belge des Chemins de Fer.
In 1895 werd hij bestuurder van de Bank van Parijs en de Nederlanden en bleef voorzitter van de Belgische succursale. Hij vertegenwoordigde de Parijse hoofdzetel bij de besprekingen die leidden tot de financiering, samen met de Société Générale de Belgique van de spoorweg Hankou-Peking. In nauwe samenwerking met koning Leopold II en met het Belgische ministerie van Buitenlandse Zaken, verleende hij medewerking aan talrijke initiatieven in de Belgische kolonie. Toen de Banque du Congo Belge in 1908 werd opgericht, was hij er een van de bestuurders van.

## Privé
In 1877 werd hij lid van het Israëlisch Consistorie van België en van 1885 tot 1902 was hij voorzitter van de Société israélite de Bienfaisance in Brussel.
In 1879 was hij in de Oostenrijkse adel opgenomen met de titel ridder. In 1884 verkreeg hij de grote Belgische naturalisatie, en in 1885 werd hij opgenomen in de Belgische erfelijke adel, met dezelfde titel, overdraagbaar op alle mannelijke afstammelingen.
Zijn oudste dochter, Mina Jenny de Bauer (1868-1912), trouwde met de bankier Moïse Alexandre Léon (1861-1921). Zijn tweede dochter, Jeanne de Bauer (1882-1961), trouwde met bankier Joseph May (1870-1935). Zij was tijdens het interbellum actief in talrijke filantropische werken ten behoeve van de Joodse gemeenschap in Brussel.
De oudste zoon van de Bauer, Fernand de Bauer (1870-1920), bleef vrijgezel. De tweede zoon, Georges de Bauer (1874-1942), trouwde met Geneviève de Mourlon (1886-1976). De derde zoon, Robert de Bauer (1876-1964), trouwde met Marguerite de Gunzburg (1881-1974), dochter van Salomon de Gunzburg en Henriette Goldschmidt. Het echtpaar scheidde en hij hertrouwde met Denise Dresse (1913- ). De enige zoon van Robert, Guy de Bauer (1907-1944), was lid van het Verzet en overleed in het concentratiekamp van Sonnenburg in maart 1944.
De adellijke tak de Bauer doofde in de mannelijke lijn in 1974 uit.